# Tetranychus riopretensis
Tetranychus riopretensis är en spindeldjursart som beskrevs av Fabiola Feres och Flechtmann 1996. Tetranychus riopretensis ingår i släktet Tetranychus och familjen Tetranychidae. Inga underarter finns listade i Catalogue of Life.